# Линдмарк, Шарлотт
Шарлотт Линдмарк (швед. Charlotte Lindmark; 18 октября 1819, Стокгольм, Швеция — 2 апреля 1858, там же), — шведская балерина и театральная актриса. Она была членом Королевского балета Швеции в 1834—1839 годах и работала в качестве сценической актрисы сцены в Королевском драматическом театре в 1842—1845 годах и в Малом театре (швед. Mindre teatern) в Стокгольме в 1845—1858 годах. Линдмарк пользовалась большой популярностью и была одной из самых известных актрис Швеции в середине XIX века.

## Биография
Шарлотта Линдмарк была дочерью бедного модиста. Она дебютировала на сцене Детского театра Андерса Селиндера. Она стала студенткой Королевского шведского балета в 1829 году и балериной в 1834 году. Линдмарк была популярной и талантливой балериной, но страдала подагрой до такой степени, что в 1839 году была вынуждена оставить балет. Она дебютировала в качестве актрисы в Королевском драматическом театре, и считалось, что она сумела продемонстрировать свой талант, но не оправдала возлагаемых на неё публикой ожиданий.
С 1845 года и до самой своей смерти она была занята в качестве актрисы в Малом театре (швед. Mindre teatern) в Стокгольме, более посещаемым широкой публикой, чем Королевский театр, и где она пользовалась большой и широкой популярностью как среди зрителей, так и среди критиков. Среди её наиболее известных ролей — заглавные роли в «Королеве Кристине» (швед. Drottning Kristina) Жанетты Гранберг и «Narcisse Rameau», о последней её роли говорилось, что «Линдмарк умирает божественно».
Однако Шарлотт Линдмарк серьёзно страдала от ухудшения здоровья, происходившего параллельно с её сценическим успехом, но всё же продолжала упорно работать, несмотря на то, что её деятельность способствовала развитию её болезни, которая была описана Дж. К. Хелльбергом:
«Возможно, она была единственной, кто мог плакать на сцене, не притворяясь. Она никогда не позволяла собственной личности проявляться в играемой ей роли, она всегда сохраняла: детский энтузиазм ко всему сладкому, свежие чувства детского ума. Во время всего этого она боролась со своими постоянно увеличивающимися телесными муками, столь великими, что она, уходя со сцены, часто падала на ближайший пустой стул, и доктор объявлял чудом, что она может ещё жить и действовать. Вот это жизнь!»
Шарлотт Линдмарк умерла от «болей в груди» на вершине своей очень успешной карьеры в 1858 году.